# Стивенсон, Льюис
Лью́ис Сти́венсон (англ. Lewis Stevenson; 5 января 1988, Керколди, Шотландия) — шотландский футболист, полузащитник клуба «Хиберниан». Единственный в истории клуба обладатель одновременно Кубка Шотландии и Кубка шотландской Лиги. Занимает первое место в истории «Хиберниана» по количеству матчей в лиге и четвёртое место по количеству матчей во всех турнирах.

## Карьера

### Клубная
Футбольный путь начал в академии «Хиберниана», куда попал в 14 лет. Сам Льюис не думал, что у него получится стать футболистом и уже успел записаться в университет, когда Хиберниан предложил ему первый профессиональный контракт. В сентябре 2005 года дебютировал за свою команду в Кубке шотландской лиги. В 2006 году стал Лучшим молодым игроком года в команде. Но только в сезоне 2006/07 сумел добиться места в основном составе клуба. В том же году играл в финале Кубка лиги, закончившимся победой «Хиберниана» 5:1, Льюис был назван лучшим игроком матча. На тот момент ему было 19 лет. Первым голом за клуб отметился 26 февраля 2011.
В сезоне 2011/12 был признан лучшим игроком команды по мнению болельщиков. Тот сезон в целом сложился для команды неудачно и «Хиберниан» боролся за «выживание» в лиге, так что сам Льюис признал, что в команде особо никто эту награду не заслужил и выбирать было не из кого.  В том же году сыграл один матч в роли капитана команды.
В 2016 году Льюис вместе с командой выиграл Кубок Шотландии, первый спустя 114 лет, и стал единственным в истории «Хиберниана» обладателем Кубка Шотландии и Кубка шотландской лиги одновременно. По собственным словам, считает это достижение высшей точкой своей карьеры и был готов завершить карьеру после победы в кубке.
11 января 2021 года Стивенсон сыграл свой 500-й матч за «Хиберниан». В честь этого события была выпущена памятная футболка, средства от продажи которой пошли в благотворительный фонд футболиста. Всего к 2023 году Льюис сыграл 562 матча за «Хиберниан» во всех турнирах, что является четвёртым показателем в истории клуба. В сезоне 2021/22 был признан Игрокам Года в команде по версии партнёров.
4 февраля 2023 года Льюис сыграл свой 450-й матч за команду в рамках лиги и это означает, что теперь именно Стивенсон сыграл наибольшее количество матчей за «Хиберниан» в чемпионате Шотландии. По итогам сезона 2022/23 получил специальный приз внутри команды за свою преданность и ранее установленный рекорд.

### Международная
Выступал за юношеские сборные Шотландии до 14 и16 лет. В период с 2007 по 2008 год вызывался в молодёжную сборную Шотландии, сыграв за неё 8 матчей. Ещё три матча сыграл за юношескую сборную. В возрасте 30-и лет впервые был вызван в основную сборную Шотландии за которую в итоге сыграл один матч.

## Личная жизнь
Льюис отец троих детей. Он не любит социальные сети и старается их избегать из-за чрезмерной жестокости в интернете. В числе своих любимых групп называет «Joy Division», «The Smiths», «The View». В свободное время футболист сам учится играть на гитаре. Любимые тренеры в карьере — Алан Стаббс и Нил Леннон. Стивенсон известен своей скромностью и сам считает себя достаточно застенчивым.
Вместе со своим одноклубником Полом Хэнлоном является создателем благотворительного «Фонда Хенлона Стивенсона». Фонд занимается работой с молодёжью из малообеспеченных и социально незащищённых семей в том числе и через организацию футбольной деятельности. Фонд организовывает футбольные занятия, предоставляет инвентарь, приглашает детей на футбольные матчи. Деятельность фонда отметил в том числе Алекс Фергюсон.

## Достижения

### Командные достижения
«Хиберниан»
- Обладатель Кубка Шотландии: 2015/16
- Обладатель Кубка шотландской лиги: 2006/07
- Победитель Чемпионшипа: 2016/17
- 2 место в Чемпионшипе: 2014/15
- Финалист Кубка Шотландии: 2011/12, 2012/13, 2020/21
- Финалист Кубка шотландской лиги: 2015/16, 2020/21

### Личные достижения
- Молодой игрок года по версии партнёров: 2005/06
- Игрок года по версии болельщиков: 2011/12
- Игрок года по версии партнёров: 2021/22